# 拉克鲁瓦瓦尔梅
拉克鲁瓦瓦尔梅（法語：La Croix-Valmer，法語發音：[la kʁwa valmɛʁ]）是法国普罗旺斯-阿尔卑斯-蓝色海岸大区瓦尔省的一个市镇，位于该省东南部，属于德拉吉尼昂区。

## 地理
拉克鲁瓦瓦尔梅（43°12'28"N, 6°34'5"E）面积22.28 平方千米，位于法国普罗旺斯-阿尔卑斯-蓝色海岸大区瓦尔省，该省份为法国东南部沿海省份，北起上普罗旺斯阿尔卑斯省，西北角与沃克吕兹省接壤，西接罗讷河口省，南濒地中海，东临滨海阿尔卑斯省。
与拉克鲁瓦瓦尔梅接壤的市镇（或旧市镇、城区）包括：滨海卡瓦莱尔、科戈兰、加桑、拉马蒂埃勒。

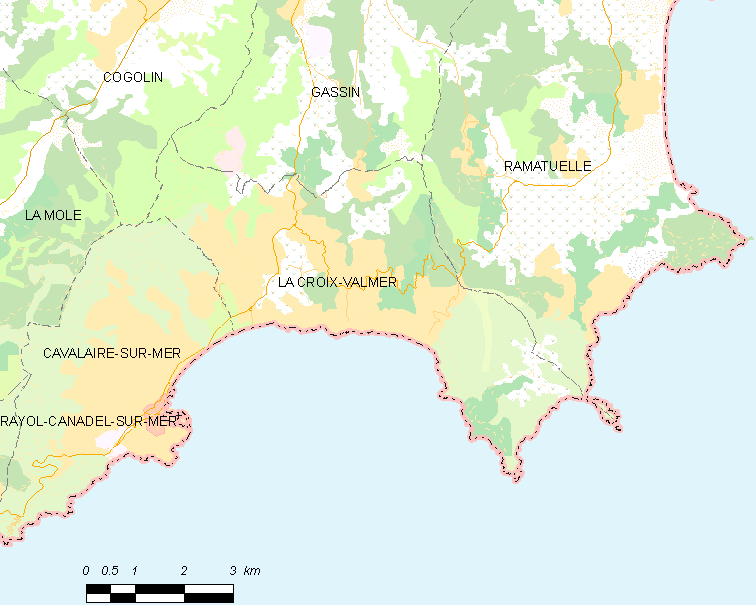
拉克鲁瓦瓦尔梅的OSM定位图

拉克鲁瓦瓦尔梅的时区为UTC+01:00、UTC+02:00（夏令时）。

## 行政
拉克鲁瓦瓦尔梅的邮政编码为83420，INSEE市镇编码为83048。

## 政治
拉克鲁瓦瓦尔梅所属的省级选区为圣马克西姆县。

## 人口

1962-2008年间拉克鲁瓦瓦尔梅人口变化图示

拉克鲁瓦瓦尔梅于2022年1月1日时的人口数量为3832人。